# Marcos Acuña
Marcos Javier Acuña (Zapala, Neuquén, Argentina, 28 d'octubre de 1991) és un futbolista professional argentí, que juga en la posició d'interior esquerre pel River Plate. És internacional amb la selecció argentina.

## Carrera de club

### Primers anys
Acuña va començar els seus entrenaments al Club Don Bosco de la seva ciutat natal. Aleshores jugava com a lateral esquerre. La seva bona actuació el va fer notable pels exploradors que el van convidar a realitzar proves a diferents clubs de Buenos Aires. Així, als 13 anys va provar però no es va quedar al Boca Juniors i San Lorenzo de Almagro. Quatre anys més tard va provar a Quilmes, River Plate i Tigre abans de ser finalment fitxat per Ferro Carril Oeste. Després d'unes temporades al filial de Ferro, va ascendir al primer equip. Va debutar l'any 2009 en un partit de Primera B Nacional jugant d'extrem amb l'entrenador José María Bianco. Ja a la temporada 2013-14 va destacar per la seva capacitat d'ajudar als seus companys, oferint 12 assistències, cosa que va cridar l'atenció dels principals clubs. A Ferro, Acuña va jugar un total de 117 partits, amb 5 gols i 23 assistències.

### Racing Club
El 18 de juliol de 2014, Acuña es va traslladar al Racing Club per una quota neta de 4.900.000 pesos pel 50% dels seus drets, amb l'opció de comprar un altre 25% a 750.000 dòlars. El 27 de juliol de 2014, va jugar el seu primer partit amb l'Academia en un partit per a la fase eliminatòria de la Copa Argentina 2013-14 contra el San Martín de San Juan, en el qual també va marcar el gol de la victòria amb un cop de cap per donar al Racing una victòria per 1-0. Més tard aquell mateix any va formar part de l'equip del campionat del Racing que va guanyar la primera divisió argentina 2014, tallant una ratxa de 13 anys sense títols per a l'Avellaneda, en què Acuña va jugar 15 partits i va marcar dos gols.

### Sporting CP
El 12 de juny de 2017, el president del Racing, Víctor Blanco, va confirmar que Acuña deixaria el club per fitxar per l'Sporting CP. Va fer el seu debut amb l'equip portuguès en una victòria fora de casa per 2-0 davant el Desportivo Aves. El 15 de maig de 2018, Acuña i diversos dels seus companys, inclosos els entrenadors, es van lesionar després d'un atac d'uns 50 seguidors de l'Sporting al camp d'entrenament del club després que l'equip acabés tercer a la lliga i es va perdre la classificació per a la Lliga de Campions de la UEFA. Malgrat l'atac, ell i la resta de l'equip van acceptar jugar la final de la Copa de Portugal prevista per al cap de setmana següent, finalment perdent davant el CD Aves.

### Sevilla
El 14 de setembre de 2020, Acuña es va incorporar al club espanyol Sevilla amb un contracte de quatre anys. El 7 de novembre de 2021, Acuña va marcar el seu primer gol a la Lliga de la temporada 2021-22 en el gran derbi on el Sevilla va guanyar 2-0 contra el Real Betis. El 13 de febrer de 2021 va ampliar el seu contracte amb el Sevilla fins al 2025.

## Carrera internacional
El 15 de novembre de 2016, Acuña va fer el seu debut internacional amb la selecció argentina en un partit de classificació per a la Copa del Món 2018 contra Colòmbia.
El maig de 2018 va ser nomenat a la selecció preliminar de 35 jugadors de l'Argentina per al Mundial de Rússia 2018.

## Palmarès
Racing Club
- Primera Divisió Argentina: 2014

Sporting CP
- Taça de Portugal: 2018–19
- Taça da Liga: 2017–18, 2018–19[12]

Sevilla FC
- Lliga Europa de la UEFA: 2022–23[13]

Argentina
- Copa del Món: 2022[14]
- Copa Amèrica: 2021,[15] 2024[16]
- CONMEBOL–Copa de Campions de la UEFA: 2022[17]

Individual
- Màxim assistent de la Primera Divisió Argentina: 2016-17
- Equip de la temporada de la Lliga: 2021–22[18]
- Equip de la temporada de la Lliga Europa de la UEFA: 2022–23[19]